# Д’Эрвильи, Эрнест
Эрнест д’Эрвильи (фр. Ernest d'Hervilly; 26 мая 1839, Батиньоль-Монсо, ныне квартал Батиньоль в черте Парижа — 18 ноября 1911, Шампиньи-сюр-Марн) — французский журналист, писатель, поэт и драматург. Российскому массовому читателю известен прежде всего как автор книги «Приключения доисторического мальчика», русские переводы которой выдержали множество переизданий, начиная с конца XIX века и по сей день.

## Биография
Начал свою карьеру как рисовальщик в Compagnie des chemins de fer du Nord (фр., Северная железнодорожная компания). Затем, до 1865 года, был чиновником в управлении мостов и дорог и принимал участие в работах по переустройству Парижа при Османе. Его литературный дебют состоялся в 1861 году в Le Figaro. Он сотрудничал с изданиями Diogène, Les Écoles de France, La Vie parisienne, Le Grand journal, Le Nain jaune, La Lune, Les Nouvelles, L’Artiste, Paris-Caprice, L’Image, La Revue des lettres et des arts, Le Masque, La Nouvelle Némésis, L’Eclipse, La Parodie и другими. Многие из них издавались республиканской оппозицией и власти Второй империи часто закрывали их за более или менее завуалированную сатиру или политическую критику. В связи с этим д’Эрвильи скрывался под псевдонимами («Человек-в-больших-башмаках», «Сине-бело-красный», «кузен Жак» или под коллективным псевдонимом «Жиль Блас»).
В 1868 году опубликовал свой первый сборник стихов «La Lanterne en vers de couleurs» («Фонарь в цветных стихах», с намёком на республиканскую газету La Lanterne (фр.), издававшуюся Анри Рошфором). По стилю д’Эрвильи примыкал к группе «Парнасцев». Многие его тексты появились во втором (1871) и третьем (1876) томах «Современного Парнаса» и в сборнике «Сонеты и офорты» (Sonnets et eaux-fortes). Около 1869 года Д’Эрвильи присоединился к литературно-художественному кружку «Дрянные мальчишки» (Vilains Bonshommes). Вместе с другими членами кружка он появляется на картине Анри Фантен-Латура «Угол стола» вместе с Полем Верленом, Артюром Рембо, Камиллом Пельтаном и др.

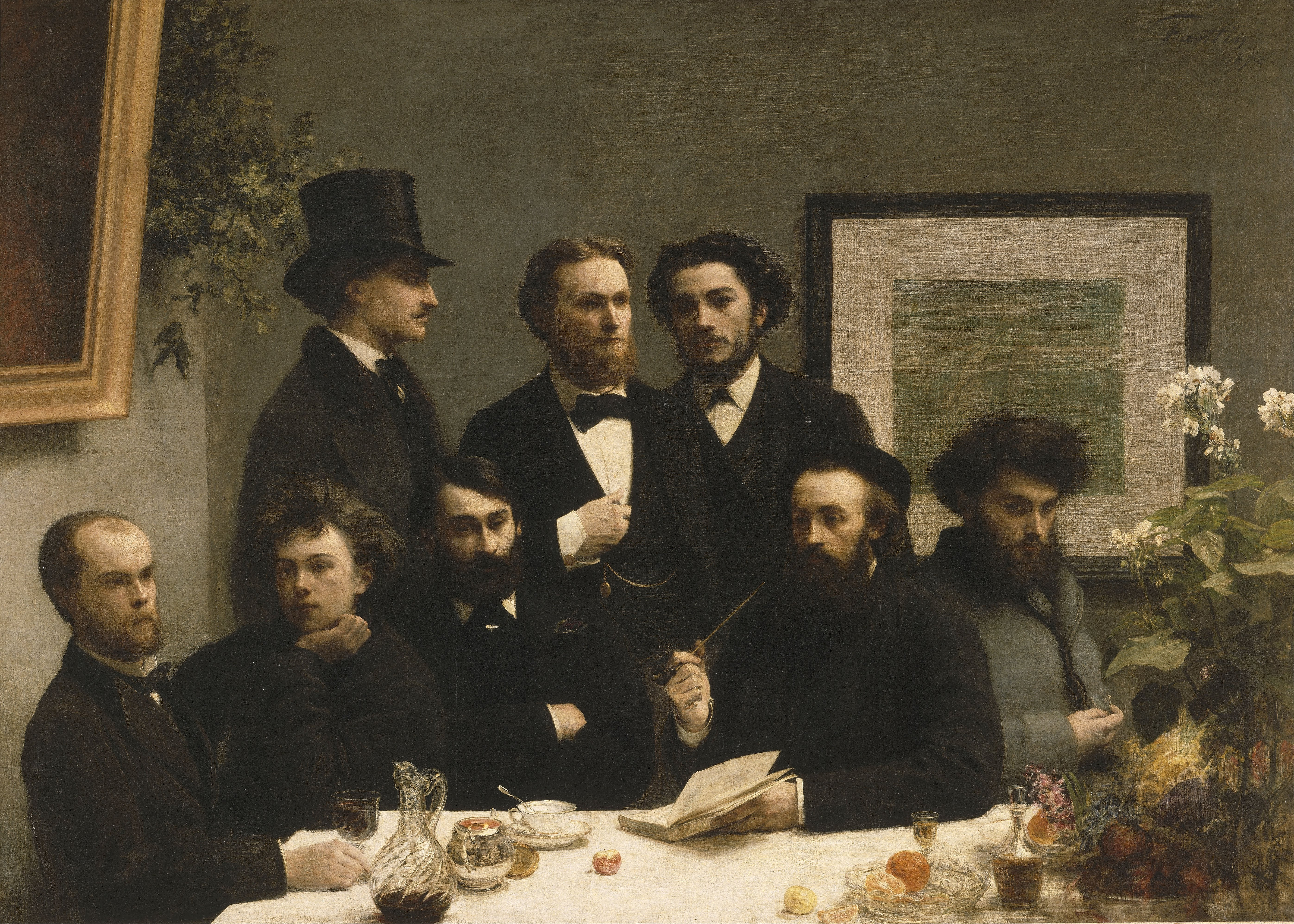
Анри Фантен-Латур «Угол стола». Стоят: Элзеар Бонье-Ортолан, Эмиль Блемон, Жан Экар. Сидят: Поль Верлен, Артюр Рембо, Леон Валаде, Эрнест Д’Эрвильи и Камилл Пельтан

В 1870 встретился с Виктором Гюго и стал частым гостем его семьи. Этим объясняется его приглашение в газету Le Rappel, в которой он в течение 10 лет вел колонку под псевдонимом «Прохожий». В последующие годы продолжал публиковать хронику и стихотворения в La Renaissance artistique et littéraire, La République des lettres, La Lune rousse (фр.), La Jeune France и других изданиях.
Помимо газетных и журнальных заметок и поэзии, он с годами стал писать всё больше романов, картин из парижской жизни, рассказов и сказок, всё чаще адресуясь молодым читателям. Писал и для театра, специализируясь на коротких одноактных пьесах.
На рубеже столетий, с падением популярности, д’Эрвильи перестал публиковаться и удалился в свой дом в Шампиньи-сюр-Марн, где и скончался в 1911 году.

## Русские переводы
«Приключения доисторического мальчика» (Aventures d’un petit garçon préhistorique en France, 1888) — единственное из произведений Д’Эрвильи, переведённое на русский язык. Первый перевод, опубликованный ещё в конце XIX в., принадлежит перу переводчицы и библиографа Августы Владимировны Мезьер. Перевод А. В. Мезьер выдержал семь изданий при жизни автора и по меньшей мере дважды выходил впоследствии. Начиная со второй половины XX в. наибольшую популярность приобрёл перевод Бориса Михайловича Энгельгардта, многократно переиздававшийся с предисловием антрополога, специалиста по аборигенам Австралии Владимира Рафаиловича Кабо и иллюстрациями Элеоноры Максимилиановны Кондиайн (1899—1986). Иллюстрации к ряду изданий подготовили совместно Михаил Дмитриевич Езучевский и Василий Алексеевич Ватагин, известны иллюстрации Татьяны Николаевны Глебовой (к изданию 1941 г.) и Владимира Иосифовича Ружо (к смоленскому изданию 1955 г.). По мотивам «Приключений» была написана пьеса и снят диафильм.

## Произведения
Поэзия
- La Lanterne en vers de couleur, 1868 Текст онлайн
- Les Baisers, 1872 Текст онлайн
- Le Harem, 1874 Текст онлайн
- Calendrier parisien, 1886

Проза
- Le Manuel du gêneur, ou l’Art d'être désagréable en société, 1871
- Joseph Affagard, 1873
- Contes pour les grandes personnes, 1874
- Mesdames les Parisiennes, 1875
- Histoires divertissantes, 1876 Текст онлайн
- D’Hervilly-Caprices, 1877
- Histoires de mariages, 1879
- Les Armes de la femme, 1880
- Parisienneries, 1882
- La Dame d’Entremont, récit du temps de Charles IX, 1883
- Le Grand Saint-Antoine-de-Padoue, 1883
- Timbale d’histoires à la parisienne, 1883
- La Vénus d’Anatole : monocoquelogue, éditions Henry Kistemaeckers, Bruxelles, 1883
- Les Historiettes de l’histoire, 1884
- L’Homme jaune, histoires burlesques ou tendres, 1884
- Les Parisiens bizarres, 1885
- L'Âge d’or de l’enfance, histoires morales et amusantes,, 1886
- Les Bêtes à Paris, 1886
- Le Chat du " Neptune ", 1886 Текст онлайн
- La Statue de chair, 1887 Текст онлайн
- Aventures d’un petit garçon préhistorique en France, 1888
- Les Heures enfantines, 1888
- Héros légendaires, leur véritable histoire, 1889
- Trop grande, 1890
- La Vision de l'Écolier puni, 1890
- Les Contes de la fée Carabosse, 1890
- Aventures du Prince Frangipane, 1890
- Les Historiettes de l’histoire, 1890
- L'Île des Parapluies, aventures du gâte-sauce Talmouse, 1891
- En bouteille à travers l’Atlantique, de Key-West (Floride) au cap Nord (Norvège) par le Gulf-Stream, 1894
- Tristapatte, tristesses et joies d’un petit écolier, 1895
- Les Chasseurs d'édredons, voyages et singulières aventures de M. Barnabé (de Versailles), 1896 Текст онлайн
- À Cocagne ! Les aventures de MM. Gabriel et Fricotin, 1898
- Au bout du monde ! Les vacances de M. Talmouse, 1898
- Seule à treize ans, 1899
- Ma cousine Gazon, histoire racontée par une jeune-fille, 1903

Пьесы
- Le Loup, 1869
- La Ronde de nuit, comédie en 1 acte, Paris, Théâtre de La Tour d’Auvergne, 9 août 1873
- Le Malade réel, à-propos en 1 acte, en vers, Paris, Théâtre de l'Odéon, 15 janvier 1874
- La Soupière, comédie en un acte en prose, représentée pour la première fois sur le théâtre de Chartres, le 11 novembre 1874[4]
- Le Docteur sans pareil, comédie en 1 acte, en vers, Paris, Théâtre de l’Odéon, 15 janvier 1875
- Silence dans les rangs ! comédie en 1 acte, Bruxelles, Cercle artistique et littéraire, 19 mars 1875
- La Belle Saïnara, comédie japonaise en 1 acte en vers, Paris, Théâtre de l’Odéon, novembre 1876 Текст онлайн
- Le Magister, comédie en 1 acte, en vers, Paris, Comédie-Française, 15 janvier 1877
- Le Bibelot, comédie en 1 acte, Paris, Théâtre du Palais-Royal, 13 avril 1877
- Le Bonhomme Misère, légende en 3 tableaux, en vers, avec Alfred Grévin, Paris, Théâtre de l’Odéon, 11 décembre 1877
- La Fontaine des Béni-Menad, comédie mauresque en 1 acte, en vers, Paris, Théâtre de l’Odéon, 21 septembre 1878
- Le Parapluie, comédie en 1 acte, Paris, Théâtre de l’Odéon, 13 avril 1880
- Poquelin père et fils, comédie en 1 acte, en vers, Paris, Théâtre de l’Odéon, 15 janvier 1881
- L’Enveloppe, comédie en 1 acte, 1884
- La Dame de Louvain, comédie en 1 acte, 1885
- L'Île aux corneilles, comédie en 1 acte, en vers, Paris, Théâtre de l’Odéon, 4 février 1885
- Bigoudis, comédie en 1 acte, Paris, Gymnase-Dramatique, 29 mars 1885
- Mal aux cheveux, comédie en 1 acte, Paris, Théâtre du Palais-Royal, 10 novembre 1885
- La Soupière, comédie en 1 acte, 1885
- Vent d’Ouest, comédie en 1 acte, 1885
- Molière en prison, comédie en 1 acte, en vers, suivie de Au prisonnier du Châtelet, stances, Paris, Comédie-Française, 15 janvier 1886
- Cinq anniversaires de Molière : 1874, 1875, 1877, 1881, 1886, comédies en vers, 1887 Текст онлайн
- Marions ma tante, comédie en 1 acte, Paris, Gymnase-Dramatique, 18 avril 1887
- Midas, comédie en 1 acte, en vers, Paris, Théâtre de l’Odéon, 8 octobre 1892
- Taï-Tsoung, Opéra en 5 actes et 7 tableaux (paroles Ernest d’Hervilly, musique Emile Guimet), 1894
- L’Hommage de Flipote à-propos en vers, Paris, Comédie-Française, 15 janvier 1896
- Notre ami Drolichon, comédie en un acte, en vers, Paris, Comédie-Française, 21 décembre 1897 Текст онлайн

## Переводы в России
- Эрвильи Э. де Приключения доисторического мальчика / Пер. с фр. А. Мезиер. Санкт-Петербург : тип. О. Н. Попова, 1898. [3], 191 с.
- Эрвильи Э. де Приключения доисторического мальчика : Повесть / Пер. с фр. С. К. Круковской. [Санкт-Петербург] : журн. «Товарищ», 1904. [4], 145, [3] с.
- д’Эрвильи Э. Приключения доисторического мальчика : Повесть / Пер. с фр. под ред. С. Михайловой-Штерн; Рис. М. Езучевского и В. Ватагина под ред. проф. А. В. Бакушинского. Москва : Г. Ф. Мириманов, 1928 (обл. 1929). 116 с.
- д’Эрвильи Э. Приключения доисторического мальчика / Обр. Б. М. Энгельгардта; [Ил. Т. Глебовой]. М.; Л.: Детиздат ЦК ВЛКСМ, 1941. 92 c.
- д’Эрвильи Э. Приключения доисторического мальчика / [Обработка Б. М. Энгельгардта; Предисл. В. Кабо; Ил.: Э. М. Кондиайн]. Ленинград : Дет. лит. [Ленингр. отд-ние], 1966. 94 с.(Школьная библиотека)
- Огонь погас : Пьеса в 2 д. и 3 карт / Сост. по рассказу Э. д’Эрвильи «Приключения доисторического мальчика». Харьков : Всеукр. о-во содействия «Юному ленинцу», 1924. 31 с. (Б-ка юного ленинца; № 21)